# Kính Dương

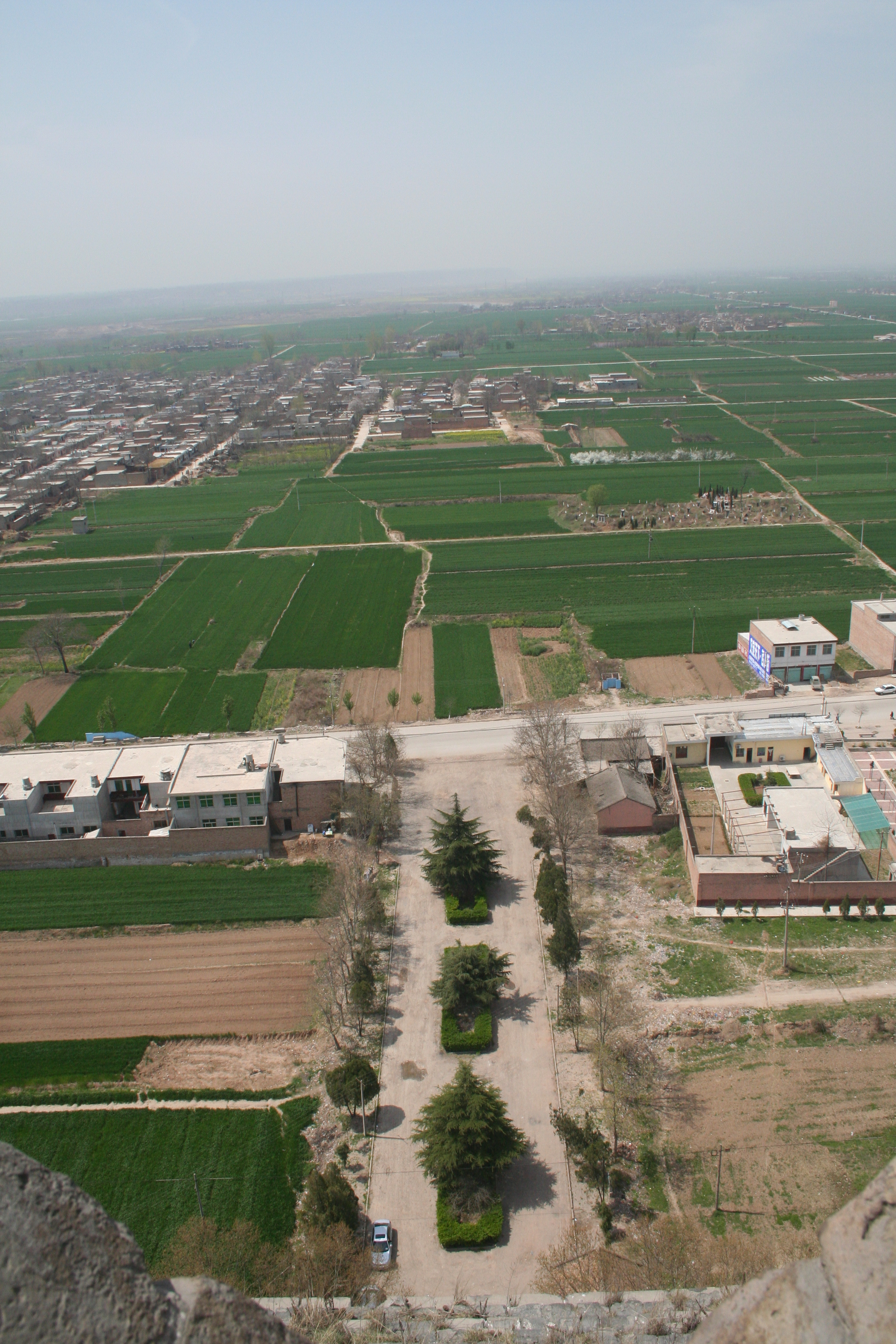
Kính Dương

Kính Dương (tiếng Trung: 涇陽縣, Hán Việt: Kính Dương huyện) là một huyện thuộc địa cấp thị Hàm Dương, tỉnh Thiểm Tây, Cộng hòa Nhân dân Trung Hoa. Huyện này có diện tích 792 km2, dân số năm 2002 là 490.000 người. Huyện này được chia thành các đơn vị hành chính gồm 6 trấn (Kính Cán, Vĩnh Lạc, Vân Dương, Kiều Để, Khẩu, Ngọc Kiều) và 13 hương.